# Charles-Guillaume Diehl
Charles-Guillaume Diehl, né le 28 juillet 1811 à Steinbach (länder de Hesse en Allemagne) et mort le 20 juin 1885 à Chessy (Seine-et-Marne), est un ébéniste, spécialisé dans la création de petits meubles. Il est naturalisé français en 1872.

## Biographie et créations
Il s'établit à Paris en 1840. Il est répertorié en 1850 comme fabricant de tables. 
Il dépose, le 4 février 1854, au secrétariat du département de la Seine, une demande de brevet d'invention "pour une disposition mécanique de glaces applicables à divers meubles, qui permet à une personne de voir complètement son costume". Le brevet  lui est accordé le 2 décembre 1854.
Il complète ce brevet en 1855 et obtient un "certificat d'addition" (adjonction faite à un brevet d'invention originel couvrant une invention) pour des perfectionnements dans la fabrication des tables.
Il est retenu pour exposer deux meubles lors de l'exposition universelle de 1855 : une table et une psyché. Celle-ci utilise le brevet décrit précédemment. La critique de sa production est ainsi faite "« Diehl est un ouvrier très-ingénieux ; sa psyché mécanique mérite l'attention des dames, qui peuvent avec son secours, embrasser d'un coup d'œil tout l'ensemble de leur toilette. Il expose encore une table en marqueterie, qui se développe et peut former étagère à trois planches". Il obtient la médaille de bronze.
Lors de l'exposition universelle de 1867 deux meubles sont présentés ". Il s'agit d'un médailler et d'une table.

Le médailler est un meuble plus important que ceux qu'il a l'habitude de produire puisqu'il mesure 2,40 m. de hauteur, 1,50 m. de largeur et 60 centimètres de profondeur. Ce meuble est aujourd'hui au musée d'Orsay. Jules Mesnard décrit le meuble tant sous son aspect artistique que sous sa signification historique : "Le bas-relief central représente Mérovée sur son char, vainqueur d'Attila, à Châlon-sur-Marne. Il  est dû à M. Frémier, un de nos maîtres... La composition est excellente. L'épisode choisit résume parfaitement, à lui seul, tout l'événement. C'est Mérovée vainqueur des Huns, c'est le Franc qui fonde sa dynastie, c'est une grande nation à venir, c'est la France qui fonde sa dynastie. La fabrication du meuble est très soignée. Les cinquante tiroirs en noyer et en ivoire, gravés et sculptés, que contient le médailler peuvent indistinctement s'adapter à chaque case. C'est là une difficulté technique qui indique quelle est la perfection de l'ouvrage".
La table serait, d'après Mesnard, plutôt de style byzantin efflorescent que de style grec. Elle mesure 1,85 m. de long, 1,05 m. de large et 90 centimètres de haut.
Ces deux ouvrages donnent une idée des créations de C.G. Diehl. Mais il fabrique des meubles de toute nature, et spécialement des petits meubles de fantaisie, tels que boîtes à épingles, boîtes à gants, à thé, à jeu, caves à liqueur, étagères, guéridons, tables à ouvrage, cache-pots. Il utilise des bois rares tels que le bois de rose, le thuya et le bois de loupe en placage ou en massif. Il orne régulièrement ses meubles de marqueteries florales claires sur des meubles foncés, décorations romantiques particulièrement appréciés de la bourgeoisie de l’époque.

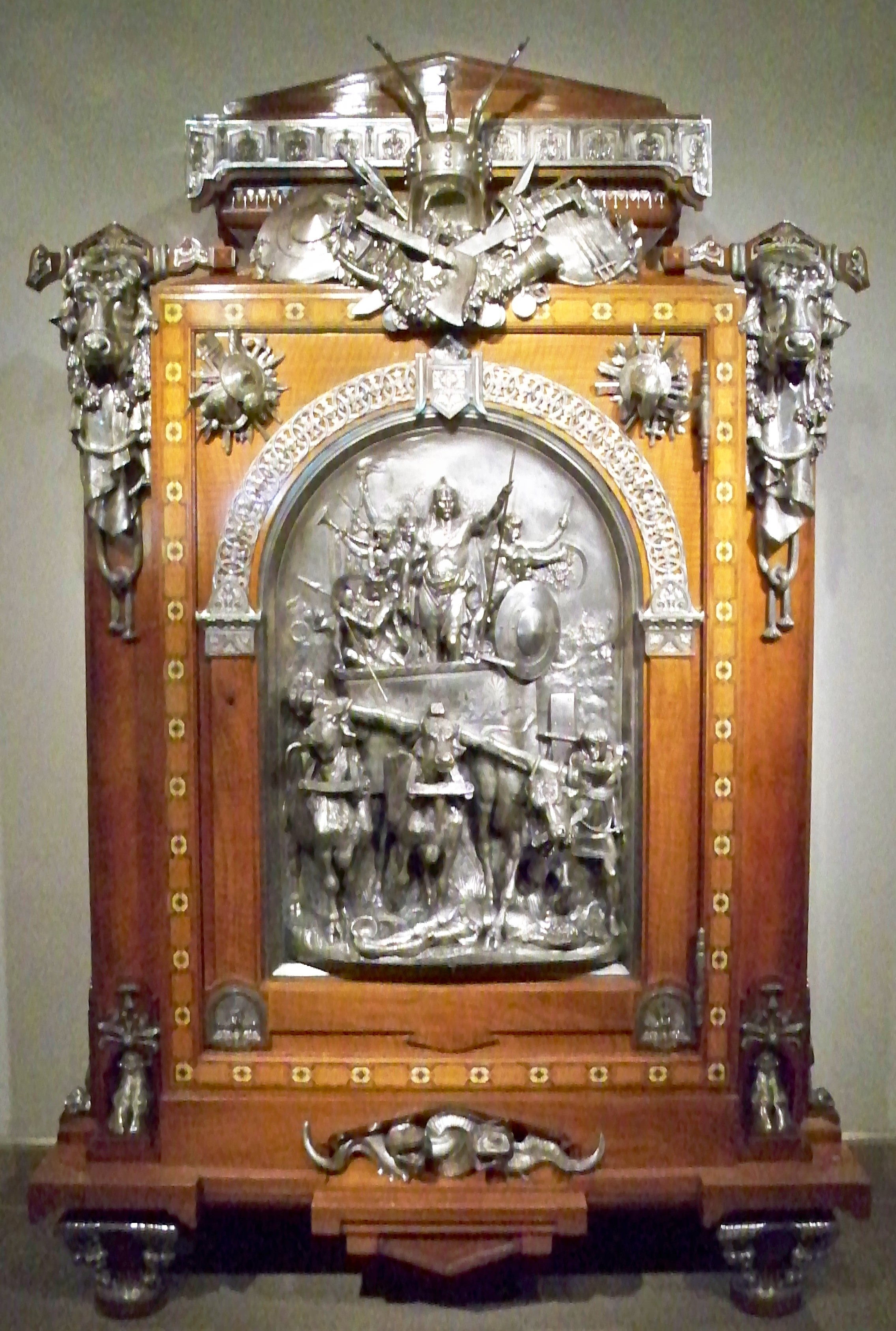
Médailler de Charles-Guillaume Diehl, Brandely et Frémiet. Matériaux : cèdre , noyer , ébène , ivoire , chêne , bronze , cuivre , ébénisterie , orfèvrerie , argenté , alliage , bois résineux , bois feuillu , bois , métal , bois exotique , marqueterie.

Ch.G. Diehl participe à d'autres expositions telles que celles de l'Union centrale des Beaux-arts appliqués à l'industrie de 1869, de Exposition l'exposition universelle de 1969 à Vienne (Autriche), celle de l'exposition universelle de Paris en 1878 (il est classé hors concours).
Plusieurs de ses meubles sont présents dans des grands musées :
- outre le médailler décrit précédemment le musée d'Orsay détient une "table à ouvrage" fabriquée en 1878. Et dont l'originalité principale est que les décors sont empruntés "à des sources iconographiques chères au japonisme, l'utilisation d'un répertoire végétal et floral, qui va bientôt s'épanouir dans l'Art nouveau, font de ce meuble une expression magistrale de la transition esthétique essentielle des années 1870-1880"[7].
- Le Metropolitan Museum of Art de New York détient un cabinet[8].
- Le Rijksmuseum Amsterdam  possède un [9]